# Danmarks Forvaltningshøjskole
Danmarks Forvaltningshøjskole (fork. DFH) var en dansk uddannelsesinstitution, der primært havde til formål at tilbyde videre- og efteruddannelse til ledere og administrative medarbejder i stat, amt og kommune.
DFH blev oprettet i 1963 som en del af Finansministeriet, men overgik i 2001 til Undervisningsministeriet. Fra 1981 havde var institutionen selvejende. I 2006 var det årlige budget på 115 mio. kr.
I 2008 blev DFH en del af Professionshøjskolen Metropol, som senere blev til Københavns Professionshøjskole. Forvaltningshøjskolens aktiviteter er i dag en del af Institut for Administrationsuddannelser, og som har til huse på Tagensvej 86.